# Ctenocardia gustavi
Ctenocardia gustavi is een tweekleppigensoort uit de familie van de Cardiidae. De wetenschappelijke naam van de soort is voor het eerst geldig gepubliceerd in 2007 door Vidal & Kirkendale.